# Thysanopoda acutifrons
Thysanopoda acutifrons är en kräftdjursart som beskrevs av Holt och Tattersall 1905. Thysanopoda acutifrons ingår i släktet Thysanopoda och familjen lysräkor. Arten är reproducerande i Sverige. Inga underarter finns listade i Catalogue of Life.